# Paloma López
Paloma López (née le 20 février 1962 à Madrid) est une femme politique et syndicaliste espagnole membre de la Gauche unie et des Commissions ouvrières.

## Biographie
Lors des élections européennes de 2014, candidate de La Gauche plurielle, elle est élue au Parlement européen, où elle siège au sein de la Gauche unitaire européenne/Gauche verte nordique.